# Příběhy ze záhrobí
Příběhy ze záhrobí (v anglickém originále Tales from the Crypt) je americký hororový seriál vysílaný v letech 1989 až 1996 stanicí HBO. Seriál byl natočen podle stejnojmenného komiksu, jehož autory jsou William Gaines a Al Feldstein. V České republice jej poprvé uvedla TV Nova v roce 1995. Celkově bylo natočeno 93 epizod a tři celovečerní filmy Rytíř démon, Upíří nevěstinec a Rituál.

## Děj
V každé epizodě vypráví strážce krypty děsivé příběhy s humornými prvky.

## Vysílání
| Řada | Díly | Premiéra v USA  | Premiéra v USA    | Premiéra v ČR | Premiéra v ČR |
| Řada | Díly | První díl       | Poslední díl      | První díl     | Poslední díl  |
| ---- | ---- | --------------- | ----------------- | ------------- | ------------- |
| 1    | 6    | 10. června 1989 | 28. června 1989   |               |               |
| 2    | 18   | 21. dubna 1990  | 31. července 1990 |               |               |
| 3    | 14   | 15. června 1991 | 28. srpna 1991    |               |               |
| 4    | 14   | 27. června 1992 | 16. září 1992     | 1995          | 1995          |
| 5    | 13   | 2. října 1993   | 8. prosince 1993  |               |               |
| 6    | 15   | 31. října 1994  | 25. ledna 1995    | 1998          | 1998          |
| 7    | 13   | 19. dubna 1996  | 19. července 1996 |               |               |